# Urocaridella arabianensis
Urocaridella arabianensis — вид креветок родини креветових (Palaemonidae). Описаний у 2020 році.

## Поширення
Поширений на сході Аравійського моря. Описаний з 55 особин, що виявлені на кораловому рифі біля острова Агатті (Лаккадівські острови).